# 大齒慈脂鯉
大齒慈脂鯉（學名：Piabucus dentatus）為輻鰭魚綱脂鯉目脂鯉亞目脂鯉科的其中一個種。分布於南美洲亞馬遜河流域，體長可達12.9公分，棲息在泥底質的淺水溪流，生活習性不明。